# Achirus declivis
Espèce
Achirus declivis est une espèce de poissons pleuronectiformes (c'est-à-dire des poissons plats ayant des côtés dissemblables). Elle vit dans la mer des Caraïbes et le long des côtes atlantiques depuis le Belize jusqu'à l'état brésilien de Santa Catarina.